# Börzönce
Börzönce is een plaats (község) en gemeente in het Hongaarse comitaat Zala. Börzönce telt 78 inwoners (2006).